# Omroepstatus
Omroepstatus is een term die aangeeft welke status een Nederlandse publieke omroep heeft. De status bepaalt de hoeveelheid zendtijd. Meer leden betekent meer zendtijd en meer geld om radio- en televisieprogramma's te maken. Men spreekt over A-status (hoogste), B-status en C-status (laagste). Voor beginnende omroepen is er een tijdelijke aspirant-status.

## Ontstaan in 1965
De omroepstatus ontstond bij de vorming van een overgangsbestel eind 1965 om de verdeling van de schaarse zendtijd te kunnen reguleren. Er werd een indeling gemaakt op basis van een status die toegewezen werd op basis van het ledental per omroeporganisatie: de A-, B- en C-status. Op basis van deze status werd voortaan zendtijd toegekend. Op een na verkregen alle omroepverenigingen de status van een A-omroep; de VPRO kreeg de C-status. De omroepstatus werd in 1967 geconsolideerd in de Omroepwet. In 1965 kregen omroeporganisaties de volgende status toegewezen op basis van hun ledental:
- A-status: meer dan 400.000 leden
- B-status: minimaal 250.000 leden
- C-status: minimaal 100.000 leden
- Aspirant-omroep: minimaal 15.000 leden; met het voorwaardelijke behoud van de uitzendlicentie als binnen een bepaalde tijd de C-status werd bereikt.

Het open bestel leidde tot concurrentie tussen de omroepen. De TROS startte in 1966 met uitzenden als aspirant-omroep en had binnen een jaar de C-status. In 1970 kwam de EO erbij en behaalde na twee jaar de C-status. In 1975 kwam Veronica (VOO) in het publieke bestel. Met ingang van 1 februari 1980 werden de aantallen verhoogd: respectievelijk >500.000, >300.000 en >150.000 leden. De VPRO, die tot op dat moment zich prima voelde in de C-status, heeft toen een grote ledenwerfactie gehouden om niet de zendvergunning te verliezen. De VPRO bereikte op 1 oktober 1984 de B-status. Toen er in 1987 een nieuwe mediawet kwam werd de minimale ledenaantalleneis iets bijgesteld: respectievelijk >450.000, >300.000 en >150.000 leden. In 1998 kwam BNN als aspirant-omroep erbij en sprong in het gat dat het inmiddels commerciële Veronica achterliet. Vervolgens traden in 2005 de omroepen MAX en LLiNK (voorheen De Nieuwe omroep) als aspirant-lid toe. Als hekkensluiters kwamen in 2009 de omroepen WNL en PowNed erbij. In 2010 verdween LLiNK weer uit het bestel wegens financiële problemen.

## Concessiewet (2000)
Op 1 september 2000 trad de "Concessiewet" in werking. Om zendtijd te krijgen moeten omroepverenigingen ten minste 300.000 betalende leden hebben. Om te voorkomen dat omroepen die minder dan 300.000 leden hebben onmiddellijk uit het bestel verdwijnen is eind 2004 bepaald dat bestaande omroepen met ten minste 150.000 leden ook kunnen uitzenden. Een erkenning op basis van een ledental van minimaal 150.000 doch minder dan 300.000 geeft recht op de helft van de hoeveelheid zendtijd en middelen die een omroepvereniging met minimaal 300.000 leden heeft.
Tegenwoordig maakt men onderscheid tussen de volgende groepen:
- A-status: omroep met meer dan 300.000 leden
- B-status: omroep met 150.000-300.000 leden
- Aspirant-omroep met minimaal 50.000 leden

Lange tijd was de minimale contributie om te mogen worden meegeteld als betalend lid 10,00 gulden (dergelijke leden stonden bekend als tientjeslid). Op 1 januari 1998 werd dat onder staatssecretaris Aad Nuis verhoogd naar ƒ 12,60 (€ 5,72).

## Ledenaantallen
Aangezien het totaal aantal leden van alle omroepen terugloopt, zal er een nieuw stelsel worden bedacht. In de kabinetsplannen van juni 2005 zou medio 2008 (nu is voorzien 2009) het statussysteem vervallen en vervangen worden door een nieuwe regeling. Men krijgt dan nog zendtijd door het totaal aantal leden van alle omroepen tezamen te delen door het eigen ledental. Als men dan 100 door dit getal deelt krijgt men het aandeel in percentage van het totaal. Dat zal dan de verdeelsleutel van uitzendtijd en financiële toevoeging worden. Daarbij past een ondergrens van 5%. Voor aspiranten blijft er in de mediawet een getalsdrempel van 50.000 leden of donateurs; dit wordt tevens de ondergrens voor bestaande licentiehouders. Na vijf jaar moeten aspiranten voldoende aanhang hebben, zijnde 5% van het totaal aantal leden. Op deze manier zullen de drempels meevariëren met de maatschappelijke participatie van mensen.
| Omroepvereniging | Leden 2014                            | Leden 2009                      | Leden 2004                      | Leden 2000         | Leden 1994                      |
| ---------------- | ------------------------------------- | ------------------------------- | ------------------------------- | ------------------ | ------------------------------- |
| KRO-NCRV         | 798.930 (KRO: 443.862, NCRV: 355.068) | 456.490 (KRO) / 365.909 (NCRV)  | 476.489 (KRO) / 364.823 (NCRV)  | +3                 | 577.310 (KRO) / 507.945 (NCRV)  |
| BNNVARA          | 747.927 (VARA: 410.373, BNN: 337.554) | 360.356 (VARA) / 303.306 (BNN)  | 419.998 (VARA) / 216.446 (BNN)  | +3 / 107.442 (BNN) | 544.103 (VARA)                  |
| AVROTROS         | 686.439                               | 403.522 (AVRO) / 465.455 (TROS) | 392.933 (AVRO) / 430.918 (TROS) | +3                 | 608.885 (AVRO) / 530.301 (TROS) |
| EO               | 440.788                               | 439.293                         | 476.169                         | +3                 | 499.410                         |
| Omroep MAX       | 345.685                               | 238.770                         | 065.155                         | -                  | -                               |
| VPRO             | 339.623                               | 362.340                         | 361.893                         | +3                 | 523.428                         |
| HUMAN            | 68.261                                | -                               | -                               | -                  | -                               |
| WNL              | 52.966                                | 059.501                         | -                               | -                  | -                               |
| PowNed           | 51.609                                | 052.249                         | -                               | -                  | -                               |
| LLiNK1           | -                                     | 152.796                         | 052.191                         | -                  | -                               |
| VOO2             | -                                     | -                               | -                               | -                  | 1.023.125                       |
| Totaal           | 3.532.228                             | 3.659.986                       | 3.257.015                       | +3                 | 4.814.507                       |
| Huishoudens      |                                       | 7.242.202                       | 7.052.485                       | +3                 | 6.266.000                       |

Officiële ledentelling door het Commissariaat voor de Media. Cijfers 1994: peildatum 31 december 1992, gepubliceerd in 1994.
1 In augustus 2010 heeft LLiNK het publieke bestel verlaten.
2 In 1994 heeft Veronica Omroep Organisatie het publieke bestel verlaten.
3 In 2000 is BNN toegetreden tot het publieke bestel, de ledenaantallen van de andere omroepen zijn in 2000 niet herteld door het CvdM. De omroepen kregen hun zendtijd op basis van aantallen uit 1994.